# Klaus Neubert
Klaus-Dieter Neubert (Oberwiesenthal, 22 novembre 1949) è un ex canottiere tedesco, campione olimpico nel due con di canottaggio ai Giochi olimpici di Monaco di Baviera 1972, era il timoniere dell'armo della Germania Est.

## Palmarès
| Anno | Manifestazione  | Sede              | Evento  | Risultato |
| ---- | --------------- | ----------------- | ------- | --------- |
| 1972 | Giochi olimpici | Monaco di Baviera | Due con | Oro       |